# Turul Lombardiei
Giro di Lombardia (oficial Il Lombardia) este o cursă de ciclism de o zi care se desfășoară anual în Lombardia, Italia. Este poreclită Clasica Frunzelor Moarte. Prima ediție a avut loc în anul 1905. Este una dintre cele cinci curse „Monument” ale ciclismului, serie între care se află Milano–San Remo, Turul Flandrei, Paris–Roubaix și Liège–Bastogne–Liège. 
De la crearea sa, a fost doar de două ori anulată, în anii 1943 și 1944, din cauza războiului.
Cel mai titrat ciclist din istoria cursei este italianul Fausto Coppi, care a câștigat de cinci ori.

## Câștigători
| An   | Câștigător               | Locul doi              | Locul trei           |
| ---- | ------------------------ | ---------------------- | -------------------- |
| 1905 | Giovanni Gerbi           | Giovanni Rossignoli    | Luigi Ganna          |
| 1906 | Cesare Brambilla         | Carlo Galetti          | Luigi Ganna          |
| 1907 | Gustave Garrigou         | Ernesto Azzini         | Luigi Ganna          |
| 1908 | François Faber           | Luigi Ganna            | Giovanni Gerbi       |
| 1909 | Giovanni Cuniolo         | Omer Beaugendre        | Louis Trousselier    |
| 1910 | Giovanni Micheletto      | Luigi Ganna            | Luigi Bailo          |
| 1911 | Henri Pélissier          | Giovanni Micheletto    | Cyrille Van Hauwaert |
| 1912 | Carlo Oriani             | Enrico Verde           | Maurice Brocco       |
| 1913 | Henri Pélissier          | Maurice Brocco         | Marcel Godivier      |
| 1914 | Lauro Bordin             | Giuseppe Azzini        | Pierino Piacco       |
| 1915 | Gaetano Belloni          | Paride Ferrari         | Gaetano Caravaglia   |
| 1916 | Leopoldo Torricelli      | Camillo Bertarelli     | Alfredo Sivocci      |
| 1917 | Philippe Thys            | Henri Pélissier        | Leopoldo Torricelli  |
| 1918 | Gaetano Belloni          | Alfredo Sivocci        | Carlo Galetti        |
| 1919 | Costante Girardengo      | Gaetano Belloni        | Heinrich Suter       |
| 1920 | Henri Pélissier          | Giovanni Brunero       | Gaetano Belloni      |
| 1921 | Costante Girardengo      | Gaetano Belloni        | Federico Gay         |
| 1922 | Costante Girardengo      | Giuseppe Azzini        | Bartolomeo Aimo      |
| 1923 | Giovanni Brunero         | Pietro Linari          | Federico Gay         |
| 1924 | Giovanni Brunero         | Costante Girardengo    | Pietro Linari        |
| 1925 | Alfredo Binda            | Battista Giuntelli     | Ermanno Vallazza     |
| 1926 | Alfredo Binda            | Antonio Negrini        | Ermanno Vallazza     |
| 1927 | Alfredo Binda            | Alfonso Piccin         | Antonio Negrini      |
| 1928 | Gaetano Belloni          | Allegro Grandi         | Pietro Fossati       |
| 1929 | Pietro Fossati           | Adriano Zanaga         | Raffaele di Paco     |
| 1930 | Michele Mara             | Alfredo Binda          | Learco Guerra        |
| 1931 | Alfredo Binda            | Michele Mara           | Giovanni Firpo       |
| 1932 | Antonio Negrini          | Domenico Piemontesi    | Remo Bertoni         |
| 1933 | Domenico Piemontesi      | Luigi Barral           | Pietro Rimoldi       |
| 1934 | Learco Guerra            | Mario Cipriani         | Domenico Piemontesi  |
| 1935 | Enrico Mollo             | Aldo Bini              | Gino Bartali         |
| 1936 | Gino Bartali             | Diego Marabelli        | Luigi Barral         |
| 1937 | Aldo Bini                | Gino Bartali           | Aimone Landi         |
| 1938 | Cino Cinelli             | Gino Bartali           | Osvaldo Bailo        |
| 1939 | Gino Bartali             | Adolfo Leoni           | Salvatore Crippa     |
| 1940 | Gino Bartali             | Osvaldo Bailo          | Cino Cinelli         |
| 1941 | Mario Ricci              | Cino Cinelli           | Severino Canavesi    |
| 1942 | Aldo Bini                | Gino Bartali           | Quirino Toccacelli   |
| 1945 | Mario Ricci              | Aldo Bini              | Gino Bartali         |
| 1946 | Fausto Coppi             | Luigi Casola           | Michele Motta        |
| 1947 | Fausto Coppi             | Gino Bartali           | Italo De Zan         |
| 1948 | Fausto Coppi             | Adolfo Leoni           | Fritz Schär          |
| 1949 | Fausto Coppi             | Ferdinand Kübler       | Nedo Logli           |
| 1950 | Renzo Soldani            | Antonio Bevilacqua     | Fausto Coppi         |
| 1951 | Louison Bobet            | Giuseppe Minardi       | Fausto Coppi         |
| 1952 | Giuseppe Minardi         | Nino Defilippis        | Arigo Padovan        |
| 1953 | Bruno Landi              | Pino Cerami            | Pierre Molinéris     |
| 1954 | Fausto Coppi             | Fiorenzo Magni         | Mino De Rossi        |
| 1955 | Cleto Maule              | Fred De Bruyne         | Angelo Conterno      |
| 1956 | André Darrigade          | Fausto Coppi           | Fiorenzo Magni       |
| 1957 | Diego Ronchini           | Bruno Monti            | Aurelio Cestari      |
| 1958 | Nino Defilippis          | Miguel Poblet          | Michel Van Aerde     |
| 1959 | Rik Van Looy             | Willy Vannitsen        | Miguel Poblet        |
| 1960 | Emile Daems              | Diego Ronchini         | Marino Fontana       |
| 1961 | Vito Taccone             | Imerio Massignan       | Renzo Fontona        |
| 1962 | Jo de Roo                | Livio Trapè            | Alcide Cerato        |
| 1963 | Jo de Roo                | Adriano Durante        | Michele Dancelli     |
| 1964 | Gianni Motta             | Carmine Preziosi       | Jos Hoevenaers       |
| 1965 | Tom Simpson              | Gerben Karstens        | Jean Stablinski      |
| 1966 | Felice Gimondi           | Eddy Merckx            | Raymond Poulidor     |
| 1967 | Franco Bitossi           | Felice Gimondi         | Raymond Poulidor     |
| 1968 | Herman Vanspringel       | Franco Bitossi         | Eddy Merckx          |
| 1969 | Jean-Pierre Monseré      | Herman Vanspringel     | Franco Bitossi       |
| 1970 | Franco Bitossi           | Felice Gimondi         | Gianni Motta         |
| 1971 | Eddy Merckx              | Franco Bitossi         | Frans Verbeeck       |
| 1972 | Eddy Merckx              | Cyrille Guimard        | Felice Gimondi       |
| 1973 | Felice Gimondi           | Roger De Vlaeminck     | Herman Vanspringel   |
| 1974 | Roger De Vlaeminck       | Eddy Merckx            | Constantino Conti    |
| 1975 | Francesco Moser          | Enrico Paolini         | Alfredo Chinetti     |
| 1976 | Roger De Vlaeminck       | Bernard Thévenet       | Wladimiro Panizza    |
| 1977 | Gianbattista Baronchelli | Jean-Luc Vandenbroucke | Franco Bitossi       |
| 1978 | Francesco Moser          | Bernt Johansson        | Bernard Hinault      |
| 1979 | Bernard Hinault          | Silvano Contini        | Giovanni Battaglin   |
| 1980 | Alfons De Wolf           | Alfredo Chinetti       | Ludo Peeters         |
| 1981 | Hennie Kuiper            | Moreno Argentin        | Alfredo Chinetti     |
| 1982 | Giuseppe Saronni         | Pascal Jules           | Francesco Moser      |
| 1983 | Sean Kelly               | Greg LeMond            | Adrie van der Poel   |
| 1984 | Bernard Hinault          | Ludo Peeters           | Teun van Vliet       |
| 1985 | Sean Kelly               | Adrie van der Poel     | Charly Mottet        |
| 1986 | Gianbattista Baronchelli | Sean Kelly             | Phil Anderson        |
| 1987 | Moreno Argentin          | Eric Van Lancker       | Marc Madiot          |
| 1988 | Charly Mottet            | Gianni Bugno           | Marino Lejarreta     |
| 1989 | Tony Rominger            | Gilles Delion          | Luc Roosen           |
| 1990 | Gilles Delion            | Pascal Richard         | Charly Mottet        |
| 1991 | Sean Kelly               | Martial Gayant         | Franco Ballerini     |
| 1992 | Tony Rominger            | Claudio Chiappucci     | Davide Cassani       |
| 1993 | Pascal Richard           | Giorgio Furlan         | Maximilian Sciandri  |
| 1994 | Vladislav Bobrik         | Claudio Chiappucci     | Pascal Richard       |
| 1995 | Gianni Faresin           | Daniele Nardello       | Michele Bartoli      |
| 1996 | Andrea Tafi              | Fabian Jeker           | Axel Merckx          |
| 1997 | Laurent Jalabert         | Paolo Lanfranchi       | Francesco Casagrande |
| 1998 | Oscar Camenzind          | Michael Boogerd        | Felice Puttini       |
| 1999 | Mirko Celestino          | Danilo Di Luca         | Eddy Mazzoleni       |
| 2000 | Raimondas Rumšas         | Francesco Casagrande   | Niklas Axelsson      |
| 2001 | Danilo Di Luca           | Giuliano Figueras      | Michael Boogerd      |
| 2002 | Michele Bartoli          | Davide Rebellin        | Oscar Camenzind      |
| 2003 | Michele Bartoli          | Angelo Lopeboselli     | Dario Frigo          |
| 2004 | Damiano Cunego           | Michael Boogerd        | Ivan Basso           |
| 2005 | Paolo Bettini            | Gilberto Simoni        | Fränk Schleck        |
| 2006 | Paolo Bettini            | Samuel Sánchez         | Fabian Wegmann       |
| 2007 | Damiano Cunego           | Riccardo Riccò         | Samuel Sánchez       |
| 2008 | Damiano Cunego           | Janez Brajkovič        | Rigoberto Urán       |
| 2009 | Philippe Gilbert         | Samuel Sánchez         | Aleksandr Kolobnev   |
| 2010 | Philippe Gilbert         | Michele Scarponi       | Pablo Lastras        |
| 2011 | Oliver Zaugg             | Daniel Martin          | Joaquim Rodríguez    |
| 2012 | Joaquim Rodríguez        | Samuel Sánchez         | Rigoberto Urán       |
| 2013 | Joaquim Rodríguez        | Alejandro Valverde     | Rafał Majka          |
| 2014 | Daniel Martin            | Alejandro Valverde     | Rui Costa            |
| 2015 | Vincenzo Nibali          | Daniel Moreno          | Thibaut Pinot        |
| 2016 | Esteban Chaves           | Diego Rosa             | Rigoberto Urán       |
| 2017 | Vincenzo Nibali          | Julian Alaphilippe     | Gianni Moscon        |
| 2018 | Thibaut Pinot            | Vincenzo Nibali        | Dylan Teuns          |
| 2019 | Bauke Mollema            | Alejandro Valverde     | Egan Bernal          |
| 2020 | Jakob Fuglsang           | George Bennett         | Aleksandr Vlasov     |
| 2021 | Tadej Pogačar            | Fausto Masnada         | Adam Yates           |
| 2022 | Tadej Pogačar            | Enric Mas              | Mikel Landa          |
| 2023 | Tadej Pogačar            | Andrea Bagioli         | Primož Roglič        |
| 2024 | Tadej Pogačar            | Remco Evenepoel        | Giulio Ciccone       |
| 2025 |                          |                        |                      |